# 仄洛斯
仄洛斯（“热诚”）是希腊神话中拟人化的“热情”和“好胜”。他是泰坦神帕拉斯（Pallas）和斯梯克斯的儿子，也是尼刻（胜利）、比亚（暴力）和克拉托斯（力量）的兄弟。